# Heilmittelwerbegesetz
Das Heilmittelwerbegesetz (HWG) bildet neben dem Gesetz gegen den unlauteren Wettbewerb (UWG) und den Berufsordnungen den rechtlichen Rahmen für Werbung im deutschen Gesundheitswesen. Es gilt für die Hersteller und Anbieter von Arzneimitteln und Medizinprodukten sowie die Leistungserbringer, u. a. Krankenhäuser, Apotheken und – in eingeschränktem Umfang – Ärzte.
Das Heilmittelwerbegesetz soll in erster Linie Gefahren begegnen, die der Gesundheit des Einzelnen und den Gesundheitsinteressen der Allgemeinheit durch unsachgemäße Selbstmedikation unabhängig davon drohen, ob sie im Einzelfall wirklich eintreten. Die Werbeverbote des Heilmittelwerbegesetzes sollen verhindern, dass kranke Menschen durch eine unangemessene Werbung zu Fehlentscheidungen beim Arzneimittelgebrauch verleitet werden.
Seit 19. Juli 2022 enthält das HWG zudem Regelungen gegen irreführende Werbung für Schwangerschaftsabbruch, obwohl eine Schwangerschaft keine Krankheit ist. Vorher war die Werbung für den Abbruch der Schwangerschaft in § 219a Strafgesetzbuch im Abschnitt Straftaten gegen das Leben unter Strafe gestellt.

## Anwendungsbereich
Gemäß § 1 Abs. 1 HWG findet das Gesetz Anwendung auf Werbung für
- Arzneimittel
- Medizinprodukte
- andere Mittel, Verfahren, Behandlungen und Gegenstände, Schwangerschaftsabbruch (…) sowie medizinisch nicht-indizierte plastisch-chirurgische Eingriffe (z. B. „Schönheitsoperationen“).

Der Begriff der Werbung ist im HWG weit gefasst. Er umfasst alle produkt- oder leistungsbezogenen Aussagen, die darauf angelegt sind, den Absatz des beworbenen Arzneimittels zu fördern. Die Nennung eines bestimmten Arzneimittelnamens stellt sich regelmäßig als eine für die Absatzförderung des Mittels geeignete Maßnahme dar und wird vom Verkehr als eine dieser Förderung auch dienende Maßnahme verstanden. Für die Anwendung der Vorschriften des Heilmittelwerbegesetzes reicht es nach dessen Schutzzweck aus, dass die betreffende Maßnahme neben anderen Zwecken auch auf den Absatz eines oder mehrerer bestimmter Arzneimittel gerichtet ist.

## Inhalt

### Pflichtangaben
§ 4 HWG verpflichtet dazu, bei der Werbung für ein Arzneimittel die in § 4 Abs. 1 HWG aufgeführten Pflichtangaben zu machen. An ihre Stelle tritt bei der Werbung außerhalb der Fachkreise die Pflicht zu der Angabe „Zu Risiken und Nebenwirkungen lesen Sie die Packungsbeilage und fragen Sie Ihre Ärztin, Ihren Arzt oder in Ihrer Apotheke.“ Die Formulierung ersetzte mit Wirkung zum 27. Dezember 2023 die bis dahin geltende Fassung „Zu Risiken und Nebenwirkungen lesen Sie die Packungsbeilage und fragen Sie Ihren Arzt oder Apotheker.“ und soll gleichstellungspolitischen Aspekten Rechnung tragen.

### Verbot irreführender Werbung
Auch im Übrigen unterscheidet das Heilmittelwerbegesetz grundsätzlich zwischen einer Werbung für die in § 1 HWG genannten Produkte und Behandlungen gegenüber Fachkreisen, die in § 2 HWG definiert werden, und gegenüber Laien. Irreführende Werbung oder Werbung für nicht zugelassene Arzneimittel ist generell verboten.

### Laienwerbung
Für verschreibungspflichtige Arzneimittel darf außerhalb von Fachkreisen nicht geworben werden. § 11 HWG enthält darüber hinaus einen Katalog von Werbeaussagen, -inhalten und -maßnahmen, die in der Werbung mit Arzneimitteln außerhalb der Fachkreise generell untersagt sind. Dazu gehört z. B.
- das Verbot der Werbung mit Empfehlungen durch Wissenschaftler, im Gesundheitsbereich tätige Personen oder Prominente,
- das Verbot der Wiedergabe von Krankengeschichten, sofern diese missbräuchlich, abstoßend oder irreführend sind,
- das Verbot der Abbildung von Vorher-Nachher-Darstellungen oder von Krankheitssymptomen, sofern diese Abbildungen missbräuchlich, abstoßend oder irreführend sind,
- das Verbot von Werbeaussagen, die nahelegen, dass sich die Gesundheit bei Nichtverwenden eines Produkts verschlechtert,

oder
- das Verbot der Werbung mit Preisausschreiben oder Verlosungen, sofern diese einer unzweckmäßigen Verwendung von Arzneimitteln Vorschub leisten.

Im Jahr 2012 erfuhr das HWG hinsichtlich dieses Kataloges einige wesentliche Neuerungen. Dabei wurden Vorher-Nachher-Darstellungen und Krankengeschichten – bis dato komplett verboten – mit der Maßgabe erlaubt, dass sie nicht missbräuchlich, abstoßend oder irreführend sein dürfen. Außerdem wurden die folgenden, bis dato geltenden Verbote aufgehoben:
- das Verbot der Werbung mit Ärzten oder Apothekern in Berufskleidung oder bei der Ausübung ihres Berufs,
- das Verbot der Werbung mit Angaben, wonach das Produkt oder die Behandlung ärztlich, zahnärztlich oder anderweitig fachlich empfohlen oder geprüft ist oder angewendet wird
- das Verbot der Werbung mit fremd- oder fachsprachlichen Bezeichnungen, soweit sie nicht in den allgemeinen deutschen Sprachgebrauch eingegangen sind,

und
- das Verbot von Veröffentlichungen, die zu Selbstdiagnosen verleiten könnten.

Der BGH bestätigte am 29. Mai 2024 im Rahmen einer Nichtzulassungsbeschwerde die Rechtsauffassung eines OLG, dass für zu ästhetischen Zwecken durchgeführte Hautunterspritzungen mit Hyaluronsäure mittels Vorher-Nachher-Fotos nicht geworben werden darf. Schönheitsoperationen gehörten zu den operativen plastisch-chirurgischen Eingriffen, für die nach dem Heilmittelwerbegesetz nicht mit Abbildungen geworden werden dürfe, die den Behandelten vor und nach der Operation zeigen. Damit sollten jegliche Anreize vermieden werden, diese Behandlungen – sofern sie nicht medizinisch indiziert sind – in Anspruch zu nehmen. Das Verbot betreffe nicht nur den „klassischen“ Eingriff mittels Skalpell, sondern auch andere instrumentale Eingriffe am oder im Körper des Menschen, durch den Form- oder Gestaltveränderungen an den Organen oder der Körperoberfläche vorgenommen werden.

### Verbot von Werbegeschenken
Eine weitere wichtige Bestimmung enthält § 7 HWG, der Zuwendungen und sonstige Werbegaben zu Zwecken der Arzneimittelwerbung untersagt, soweit von sehr eng umgrenzten Ausnahmen abgesehen wird. Eine Ausnahme ist die Abgabe von Zuwendungen und sonstige Werbegaben, soweit es sich um geringwertige Kleinigkeiten handelt. Die Grenze der Geringwertigkeit wird aber bereits bei einem Wert von über 1 Euro überschritten.
Nach § 12 HWG wird die Werbung für Behandlungen verboten, die sich auf die Linderung bzw. Beseitigung von bestimmten Krankheiten bei Menschen (Anlage Abschnitt A, z. B. nach IfSG meldepflichtige Krankheiten, Krebserkrankungen usw.) oder Tieren (Anlage Abschnitt B, z. B. Krankheiten gemäß TierSAnzV und TierKrMeldeV, Krebserkrankungen, Koliken bei Pferden und Rindern usw.) beziehen.

### Strafvorschriften
In § 14 HWG findet sich eine Strafvorschrift, die die irreführende Werbung nach § 3 HWG unter Strafe stellt. Das HWG ist damit Teil des Nebenstrafrechts. Alle übrigen Verletzungen werden als Ordnungswidrigkeiten geahndet.

## Klagebefugnis
Bei den Bestimmungen des Heilmittelwerbegesetzes handelt es sich um Marktverhaltensregeln im Sinne des § 3a UWG. Verstöße gegen diese gesetzlichen Vorschriften können deshalb u. a. von allen Konkurrenten verfolgt werden, oder auch von Verbänden, die zur Förderung der gewerblichen Interessen ihrer Mitglieder tätig werden. Bekannt für derartige Rechtsstreitigkeiten ist insbesondere der in Berlin ansässige Verband Sozialer Wettbewerb mit 142 Verfahren alleine im Jahre 2017.